# Ermil Nichifor
Ermil Nichifor (n. 20 mai 1916, București – d. 14 decembrie 1997, București) a fost un medic nefrolog și muzician român - specialist în domeniul nefropatiei endemice balcanice și, totodată, fondator și dirijor al Orchestrei Medicilor din București.

## Studii
Ermil Nichifor s-a născut la 20 mai 1916 în București, fiind fiul lui Gheorghe Nichifor, matematician și profesor de geometrie descriptivă la Școala Politehnică din București. După absolvirea Liceului „Mihai Viteazul”, a urmat cursurile Facultății de Medicină din București între anii 1933 și 1940. În anul 1942 a obținut titlul de doctor în medicină, iar în anul 1969 cel de doctor în științe medicale.
Studiile muzicale le-a urmat în particular la București, cu Paul Constantinescu (istoria muzicii, estetică), Alexandru Velehorschi (contrapunct), Walter Mihai Klepper (armonie), Mircea Cristescu (dirijat orchestră), Andrei Stepanov (percuție).

## Activitatea medicală
În perioada 1954-1994 și-a desfășurat activitatea clinică, didactică și științifică dedicată în special cercetării nefropatiei endemice balcanice în cadrul Institutului de medicină internă „I. Gh. Lupu” din București. A fost coautor al Tratatului de patologie medicală (Editura Institutului Medico-Farmaceutic București, 1951), al Tratatului de medicină internă - vol. I și vol. V (Editura Medicală, București, 1956-1957) și al Ghidului de date biologice (Editura Medicală, București, 1956-1957). A colaborat la realizarea traducerilor în limba română a unor lucrări de bază din literatura medicală germană, engleză și franceză: Tratatul de Fiziopatologie de Ludwig Heilmeyer (Editura Medicală, București, edițiile 1946, 1956 și 1968), Bazele fiziologice ale practicii medicale de C.H. Best, N.B. Taylor (Editura Medicală, București, 1958), Fiziopatologia de Eberhard Goetze, H. Blume și H. Dutz (Editura Medicală, București, 1963), Bolile ficatului de Leon Schiff (Editura Medicală, București, 1966), Bolile metabolismului de Garfield G. Duncan (Editura Medicală, București, 1966), Diagnosticul diferențial al bolilor interne de Robert Hegglin (Editura Medicală, București, 1964).

## Activitatea muzicală
În anul 1954 el a fost unul din membrii fondatori ai Orchestrei Medicilor din București, ce îi poartă în prezent numele, unde a funcționat inițial ca timpanist (1954-1963) și ulterior ca dirijor (1964-1994). În anul 1965 a publicat la Editura Medicală, împreună cu Constantin Bocârnea, lucrarea Medicina și Muzica, reprezentând primul studiu științific consacrat în România acestui domeniu inter-disciplinar.

## Distincții și premii
- Ordinul Meritul Cultural clasa a IV-a conferit prin Decretul nr. 2/16-I-1968 al Consiliului de Stat[6],[7]
- Președinte de Onoare al Fundației Naționale Medicina și Muzica (1996)[8]
- Premiul Criticii Muzicale „Mihail Jora” acordat ca omagiu In Memoriam de Uniunea Criticilor, Redactorilor și Realizatorilor Muzicali și de Colegiul Criticilor Muzicali (1998)[9]